# Junín (Junín)
Pour les articles homonymes, voir Junin.
Junín est l'une des quatre paroisses civiles de la municipalité de Junín dans l'État de Táchira au Venezuela. Sa capitale est Rubio, chef-lieu de la municipalité.